# Sione Jongstra
Sione Jongstra née le 5 février 1976 à Ruinen aux Pays-Bas est une triathlète professionnelle néerlandaise, double championne des Pays-Bas de triathlon longue distance. 

## Palmarès
Le tableau présente les résultats les plus significatifs (podium) obtenus sur le circuit international de triathlon et de duathlon depuis 1997,.
| Année | Compétition                               | Pays     | Position           | Temps           |
| ----- | ----------------------------------------- | -------- | ------------------ | --------------- |
| 2014  | Championnat des Pays-Bas moyenne distance | Pays-Bas | Médaille d'or      | Timing          |
| 2014  | Championnat des Pays-Bas                  | Pays-Bas | Médaille d'argent  | 2 h 6 min 29 s  |
| 2013  | Championnat des Pays-Bas                  | Pays-Bas | Médaille de bronze | 2 h 5 min 0 s   |
| 2006  | Championnat des Pays-Bas moyenne distance | Pays-Bas | Médaille d'or      | Timing          |
| 2006  | Championnat des Pays-Bas longue distance  | Pays-Bas | Médaille d'or      | Timing          |
| 2007  | Ironman Lanzarote                         | Espagne  | Médaille de bronze | 10 h 14 min 2 s |
| 2005  | Championnat des Pays-Bas moyenne distance | Pays-Bas | Médaille d'or      | Timing          |
| 2004  | Championnat des Pays-Bas moyenne distance | Pays-Bas | Médaille d'or      | Timing          |
| 2004  | Championnat du monde longue distance      | Suède    | Médaille de bronze | 6 h 43 min 30 s |
| 2003  | Championnat des Pays-Bas longue distance  | Pays-Bas | Médaille d'or      | Timing          |
| 2003  | Championnat du monde longue distance      | Espagne  | Médaille de bronze | 6 h 30 min 53 s |
| 2003  | Championnat d'Europe longue distance      | Danemark | Médaille de bronze | 6 h 43 min 36 s |
| 2002  | Championnat des Pays-Bas moyenne distance | Pays-Bas | Médaille d'or      | Timing          |
| 2002  | Championnat des Pays-Bas de duathlon      | Pays-Bas | Médaille d'or      | Timing          |